# Gravelfietsen

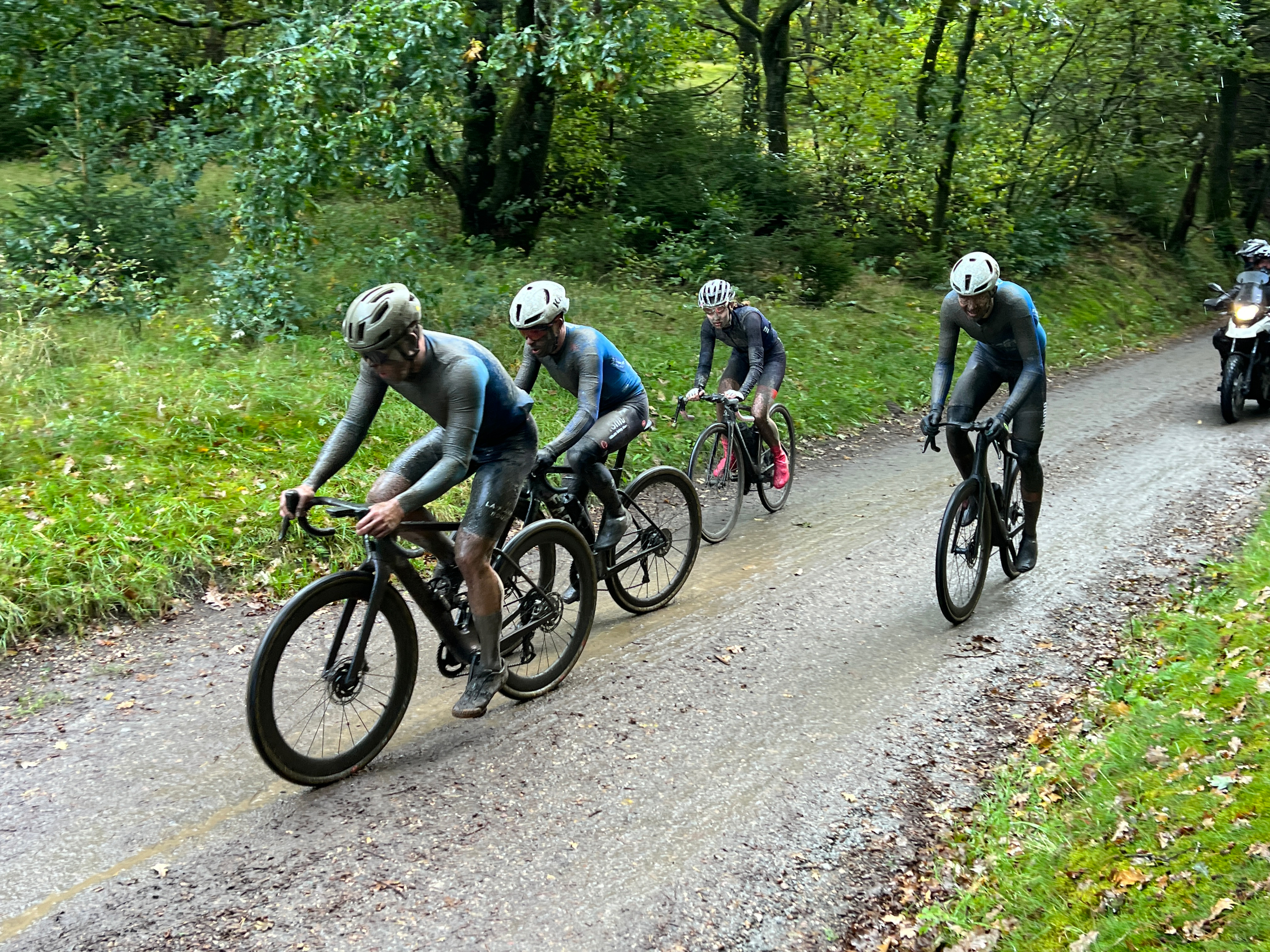
Gravelfietsen

Gravelfietsen, gravelrijden, gravelen of kortweg gravel is een discipline binnen de wielersport en het vrijetijdsfietsen waarbij op halfverharde wegen wordt gereden, soms op een specifieke gravelfiets. Deze discipline ontwikkelde zich in de 21e eeuw, alhoewel ook bij de start van het wegwielrennen in de 19e en 20e eeuw wedstrijden op halfverharde wegen gereden werden. De wedstrijden en toertochten binnen het gravelen zijn meestal tussen de 100 en 300 km en alle categorieën starten in de meeste gevallen op hetzelfde moment.

## Gravelfiets
De fietsen waarop gereden wordt bij gravelwedstrijden en graveltoertochten kunnen behoorlijk verschillen, afhankelijk van de omstandigheden mountainbikes, racefietsen met bredere banden of cyclocrossfietsen.
Sinds ongeveer 2015 echter worden specifieke gravelfietsen op de markt gebracht (in het Engels "gravel bike"), alhoewel fietsen met gelijkaardige kenmerken ook voordien al bestonden, Dit zijn fietsen die naast de verharde weg ook op onverharde wegen kunnen worden gebruikt. Een gravelfiets in engere zin is een fiets waarmee je zowel comfortabel als snel kunt rijden op grind.
Over het algemeen onderscheiden gravelfietsen zich van mountainbikes doordat ze een racestuur en geen vering hebben, en daardoor sneller zijn op verharde weg. Ten opzichte van racefietsen voor de weg hebben gravelfietsen bredere banden met meer profiel, zodat ze geschikt zijn voor halfverharde wegen. Gravelfietsen lijken op fietsen voor veldrijden, maar zijn comfortabeler op langere afstand, en minder geschikt voor een korte, snelle wedstrijd. Door hun eigenschappen worden ze ook gebruikt als reisfiets, als een variant van de klassieke randonneurfiets, typisch met lichte bagage (bikepacking).
Dit zijn de kenmerken van een typische gravelfiets:
- Ontwikkeld voor lange ritten op halfverharde wegen.
- Voorzien van racesturen en schakelgroepen zoals op racefietsen. De onderkant van de handgrepen van het racestuur zijn vaak naar buiten gericht ("flare") voor meer comfort en controle op onverhard terrein.
- Schijfremmen (hydraulisch / deels hydraulisch bediend) met een diameter van 160 mm.
- Robuust ontwerp met iets minder focus op gewichtsvermindering, frame gemaakt van carbon of lichte aluminium constructie, minder vaak van staal of titanium.
- 28" wielen. Meestal geschikt voor banden tot 47 mm zonder spatborden - zoals bij veldrijden.
- Vaak worden tubeless wielconstructies toegepast, licht en met hoog rijcomfort op onverharde wegen. Er worden wat bredere banden (28 inch, breedte ca. 35-47 millimeter) gebruikt, Voor het tijdperk van de moderne gravelfiets waren de grotere tubebanden met 27 inch en breedtes tot 35 millimeter gebruikelijk.
- Soms worden ook 1x10, 1x11 of 1x12 schakelsystemen en bijbehorende cassettes met grotere overbrengingsverhoudingen en veerspanningssystemen tegen een klapperende ketting gebruikt.
- Een meer rechtop zittende houding (bovenarmen minder dan 90 graden ten opzichte van het bovenlichaam) om de handen over lange afstanden te ontlasten.
- Een diep zittende trapas voor meer stabiliteit op ruwer terrein, vergelijkbaar met 26" mountainbikes.
- Langere wielbasis dan veldritfietsen, wat zorgt voor een goede rechtuitstabiliteit en, dankzij een lange achterbouw, goede eigenschappen bij het klimmen.
- Meer naloop op de vork dan bij wegracefietsen, dus betere rechtuitstabiliteit.
- Oogjes op het frame en de vork om spatborden, tassen en (op sommige modellen) bagagedragers te bevestigen.

Voor dit nieuwe marktsegment brachten de onderdelenleveranciers specifieke groepen uit voor gravelfietsen: Shimano de groep GRX, Campagnolo de 1x13-groep EKAR, en SRAM de groep XPLR met bijhorende 30 mm verende voorvork.

## Wedstrijden
in de Verenigde Staten, waar de meeste gravelwedstrijden plaatsvinden, onderscheidt de wedstrijdcultuur zich van het wegwielrennen door een ontspannen sfeer. Bij verversingsposten wachten wedstrijdrenners meestal op elkaar en doorrijden wordt als niet sportief beschouwd. De meest prominente gravelwedstrijd is Unbound Gravel (tot 2019 onder de naam Dirty Kanza). Deze wedstrijd werd wel als het officieuze wereldkampioenschap gravel beschouwd.
De internationale wielerunie UCI omarmde het gravelwielrennen begin van de jaren 2020 en besloot tot het organiseren van de UCI Gravel World Series, gevolgd door het eerste WK gravel, beide in 2022. De organisatie is gelijkaardig aan de gran fondo's (op de weg) van de UCI als onderdeel van het programma "sport voor allen": bedoeld voor de amateurwielrenner van alle leeftijdscategorieën en met massastart.
In Nederland werd het eerste Nederlands kampioenschap gravel op 13 november 2021 georganiseerd in Epe. Het Belgisch kampioenschap gravel wordt sinds 2023 georganiseerd.

## Wielertoerisme
In België en Nederland worden sinds de jaren 2010 recreatieve graveltochten met vrije start georganiseerd. Deze richten zich op de wielertoerist, de sportieve vrijetijdsfietser. Er zijn kalenders met door wielertoeristenclubs georganiseerde tochten, en ook tochten georganiseerd door evenementenbureaus.
Daarnaast bieden toerismebureaus van provincies of regio's permanente gravelroutes aan, bijvoorbeeld in gpx-formaat.

## Galerij

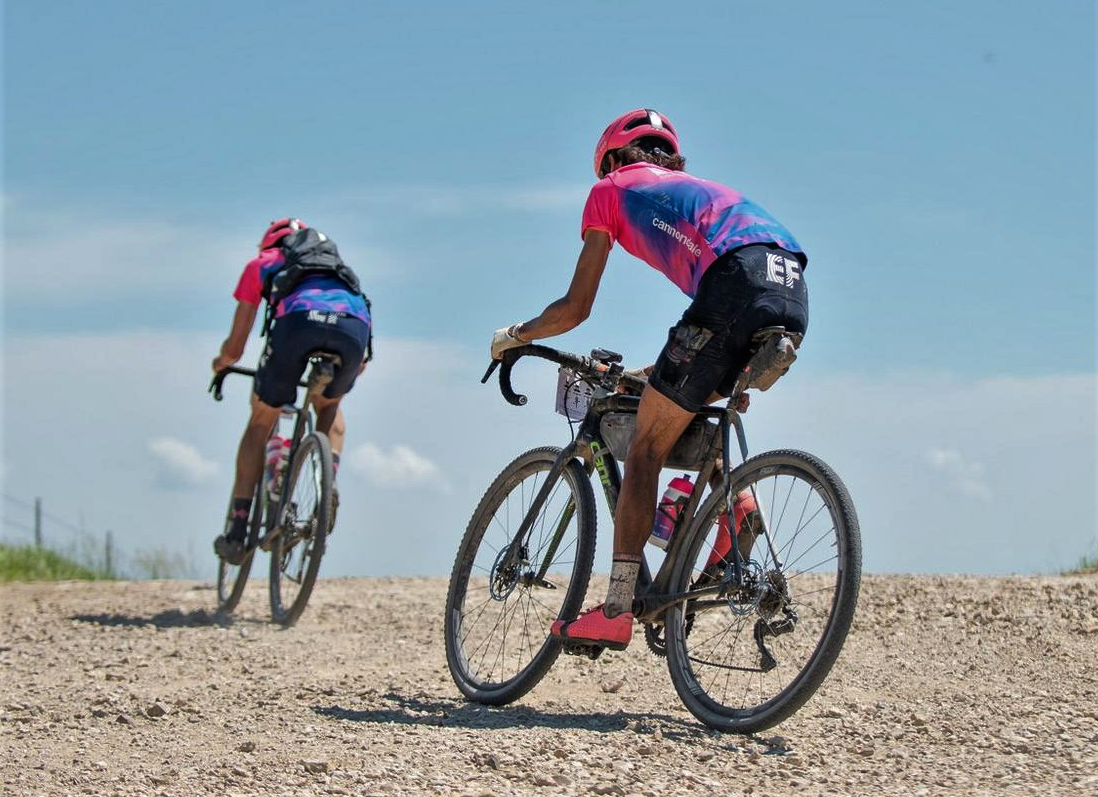
Gravelrijders in de Unbound Gravel (toen Dirty Kanza genoemd)
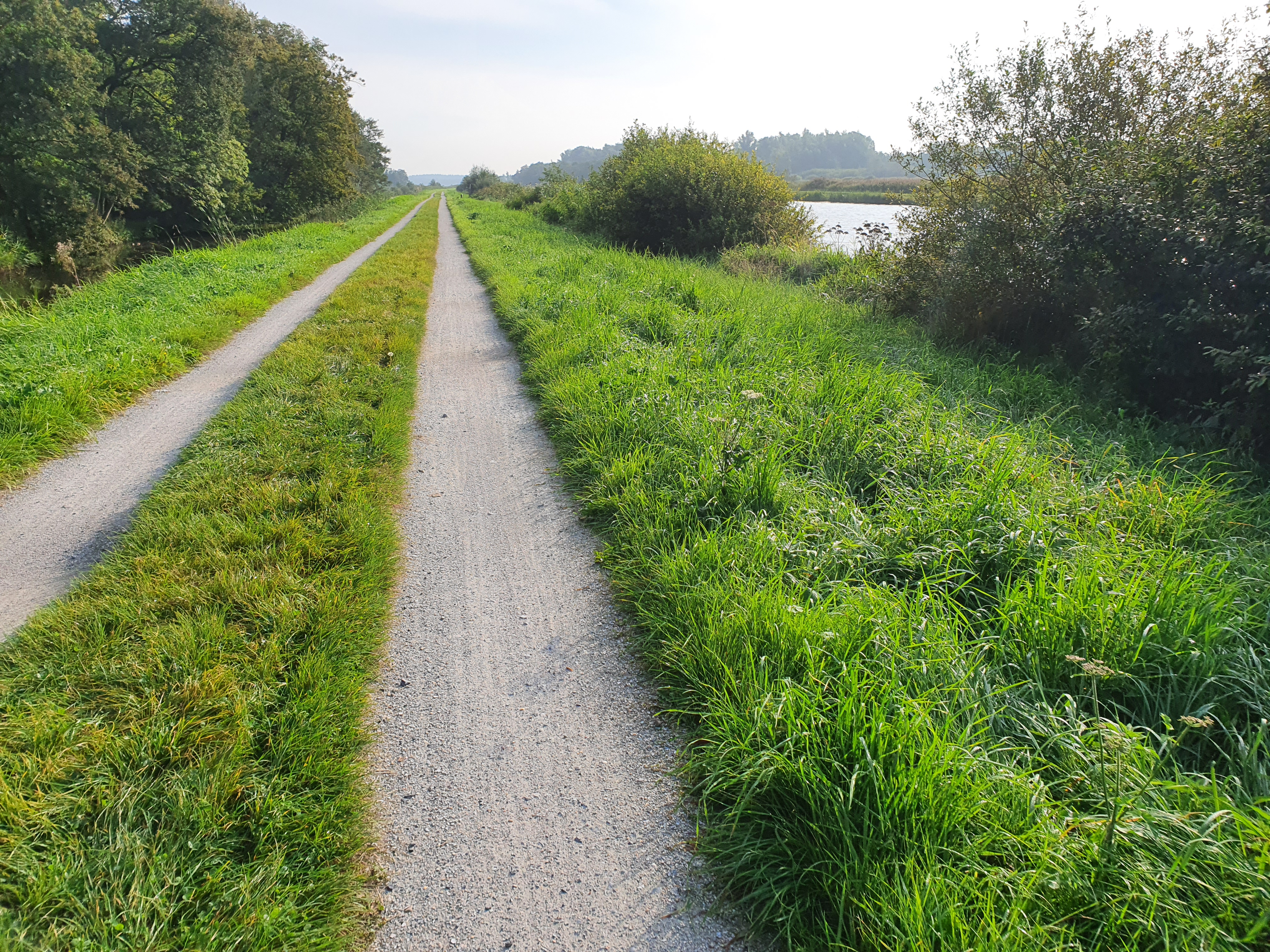
Een gravelweg in de buurt van Hollandsche Rading